# ロケット (曲)
「ロケット」は、Plastic Treeのメジャー8枚目のシングル。2000年7月12日発売。発売元はワーナーミュージック・ジャパン。

## 概要
前作『スライド.』から約3ヶ月ぶりのシングル。トレーディングカード（全4種）が封入されていた。
アルバム『Parade』からの先行シングルとして発売された。

## 収録曲
1. ロケット [4:45][3]
  - 作詞：Ryutaro、作曲：Tadashi、編曲：Plastic Tree & 成田忍
  - PVが製作されており、PV集『二次元ヲルゴール.2』に収録された。
  - TBS系『筋肉精鋭』エンディングテーマ[4]。
2. 存在理由 [3:55][3]
  - 作詞：Ryutaro、作曲：Ryutaro、編曲：Plastic Tree & 成田忍
3. トランスオレンジ (Live Version) [5:08][3]
  - 作詞：Ryutaro、作曲：Tadashi、編曲：Plastic Tree

## 収録アルバム
- 『Parade』（#1）
- 『Single Collection』（#1）
- 『B面画報』（#2）
- 『ALL TIME THE BEST』（#1）